# Giovanni Luigi di Nassau-Saarbrücken
Giovanni Luigi di Nassau-Saarbrücken (Saarbrücken, 19 ottobre 1472 – Saarbrücken, 4 giugno 1545) è stato a capo della contea di Nassau-Saarbrücken (parte del Sacro Romano Impero) dal 1472 al 1545.

## Biografia
Nacque dopo il decesso del padre Giovanni II pertanto fu incoronato alla nascita con il titolo di nuovo conte di Nassau-Saarbrücken. A causa di questa particolarità le sue date di inizio e fine del regno coincidono esattamente con la data di nascita e di morte, il che lo rendo uno dei sovrani che hanno regnato più a lungo della storia. Nel corso della sua vita si è sposato due volte ed ha avuto un totale di 14 figli (6 dalla prima moglie e otto dalla seconda), tre di questi figli non sono arrivati all'età adulta.
Alla sua morte gli è succeduto il figlio di secondo letto Filippo.

## Matrimoni e discendenza
Il 29 gennaio 1492 sposò Elisabetta (1469 – 1500), ultima figlia del conte palatino e duca Luigi I del Palatinato-Zweibrücken e di Giovanna di Croÿ, dalla quale ebbe sei figlie femmine:
- Ottilia (1492 – 1554), che nel 1516 sposò il conte Giovanni V di Sayn (1493 – 1529) ed ebbe discendenza;
- Anna (1493 – 1565), suora nel monastero di Rosenthal;
- Elisabetta (1495 – 1559), suora nel monastero di Walsdorf;
- Giovanna (1496 – 1566), badessa di Herbitzheim;
- Margherita (n. 1497), morta durante l'infanzia;
- Felicita (n. 1499), suora.

Dopo la morte della prima moglie, avvenuta il 23 giugno 1500, il 14 febbraio 1507 sposò in seconde nozze Caterina (1491 – 1547), figlia del conte Giovanni III di Moers-Saarwerden e di Anna di Bergh, dalla quale ebbe quattro figli maschi e cinque femmine:
- Anna (1508 – 1582), suora nel monastero di Rosenthal;
- Filippo (1509 – 1554), che succedette al padre come conte di Saarbrücken (1545 – 1554), morendo tuttavia senza discendenza;
- Giovanni (1511 – 1574), che succedette al fratello come conte di Saarbrücken (1554-1574), morendo anch'egli senza discendenza e portando all'estinzione la linea maschile del casato;
- Margherita (1513 – 1562), suora nel monastero di Walsdorf;
- Elisabetta (1515 – 1590), suora nel monastero di Walsdorf;
- Caterina (1517 – 1553), che nel 1537 sposò il conte Emich X di Leiningen-Dagsburg (1498–1541) ed ebbe discendenza;
- Agnese (n. 1519), morta durante l'infanzia;
- Giovanni Luigi (1524 – 1542), canonico delle cattedrali di Colonia, Treviri e Strasburgo, morto cadendo da cavallo;
- Adolfo (1526 – 1559), morto celibe.

## Ascendenza
{{Ascendenza
i|2 = Giovanni II di Nassau-Saarbrücken
|3 = Elisabetta di Württemberg
|4 = Filippo I di Nassau-Weilburg
|5 = Elisabetta di Lorena-Vaudémont
|6 = Ludovico I di Württemberg-Urach
|7 = Matilde del Palatinato
|8 = Giovanni I di Nassau-Weilburg
|9 = Giovanna di Saarbrücken
|10 = Ferry I di Vaudémont
|11 = Margherita di Joinville
|12 = Eberardo IV di Württemberg
|13 = Enrichetta di Mömpelgard
|14 = Ludovico III del Palatinato
|15 = Matilde di Savoia
|16 = Gerlach I di Nassau-Wiesbaden
|17 = Agnese d'Assia
|18 = Giovanni II di Saarbrücken
|19 = Gillette di Bar
|20 = Giovanni I di Lorena
|21 = Sofia di Württemberg
|22 = Enrico V di Vaudémont
|23 = Maria di Lussemburgo
|24 = Eberardo III di Württemberg
|25 = Antonia Visconti
|26 = Enrico II di Montbéliard
|27 = Maria di Châtillon
|28 = Roberto del Palatinato
|29 = Elisabetta di Norimberga
|30 = Amedeo di Savoia-Acaia
|31 = Caterina di Ginevra
}}